# Pseudosinella joupani
Pseudosinella joupani is een springstaartensoort uit de familie van de Entomobryidae. De wetenschappelijke naam van de soort is voor het eerst geldig gepubliceerd in 1936 door Denis.